# Chả lụa

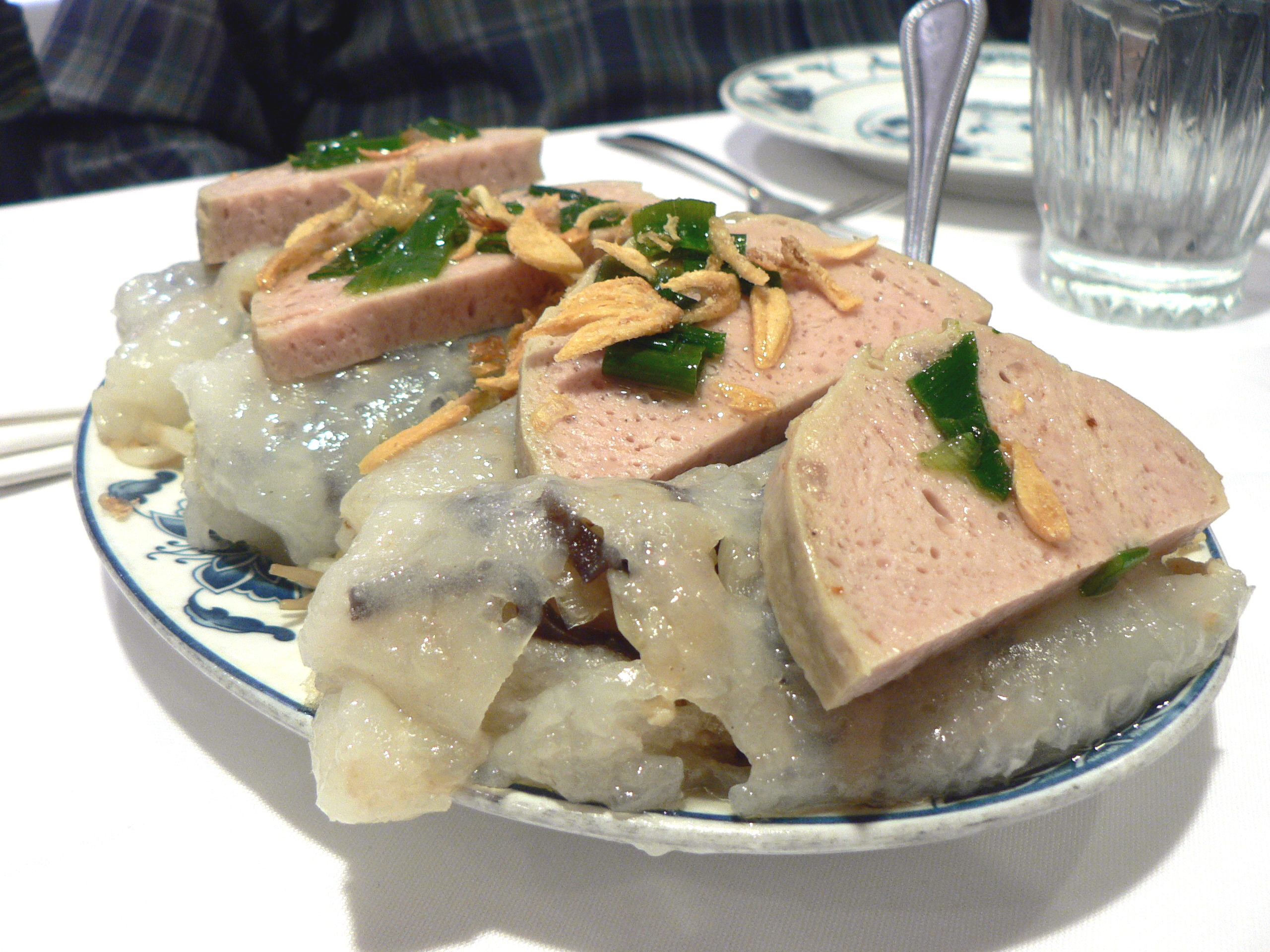
Fatias de chả lụa sobre bánh cuốn, guarnecidas com alho frito

Chả lụa ou giò lụa é uma iguaria da culinária do Vietname, também conhecida como presunto vietnamita ou salsicha vietnamita. É feita tradicionalmente com carne de  suíno picada, amido de batata e nước mắm (um molho de peixe). A mistura é envolvida em folhas de banana e cozida em vapor. Nos Estados Unidos da América, durante a primeira vaga de imigrantes vietnamitas, as folhas de banana eram difíceis de encontrar, tendo sido substituídas por folhas de alumínio, pelos chefes vietnamitas, um hábito que perdurou até aos dias de hoje.
A salsicha é normalmente cortada em fatias e consumida com crepes de massa de arroz conhecidos como bánh cuốn, ou com molho de peixe e pimenta moída.